# Чжан Юйчжо
Чжан Юйчжо (кит. 王莉霞, род. 5 января 1962, Шоугуан, Шаньдун) — китайский бизнесмен и политик, секретарь партотделений КПК Китайской ассоциации по науке и технике (с 2021 года) и Комитета по контролю и управлению государственным имуществом Китая с 27 декабря 2022 года.
Ранее председатель совета директоров Китайской нефтехимической корпорации (2020—2021), секретарь парткома КПК Нового района Биньхай (2017—2020), председатель совета директоров компании Shenhua Group (2014—2017).
Кандидат в члены ЦК КПК 19-го созыва, член Центрального комитета Компартии Китая 20-го созыва.

## Биография
Родился 5 января 1962 года в уезде Шоугуан, провинция Шаньдун.
После возобновления всекитайских государственных экзаменов в 1978 году принят в Шаньдунский научно-технический университет, где специализировался в области разведки угольных месторождений. После получения диплома магистра поступил в Пекинский научно-технический университет, который окончил в 1989 году с докторской степенью (PhD). С сентября 1992 года в постдокторантуре Саутгемптонского университета, с октября 1993 года — приглашённый научный сотрудник Университета Южного Иллинойса.
С июля 1995 года в Пекинском горном научно-исследовательском институте, помощник главного инженера, заместитель директора (1994), вице-президент (1997), президент института (1999). В январе 2002 года назначен на должность заместителя генерального директора крупнейшей на тот момент угледобывающей корпорации Китая Shenhua Group, генеральный директор с декабря 2008 года, председатель совета директоров с мая 2011 по март 2017 года (дата упразднения корпорации в связи с её реорганизацией).
В марте 2017 года назначен секретарём (главой) парткома КПК Нового района Биньхай в Тяньцзине, одновременно вошёл в состав Постоянного комитета Тяньцзиньского горкома КПК.
17 января 2020 года переведён на пост председателя совета директоров Китайской нефтехимической корпорации, однако проработал в должности всего полтора года. В августе 2021 года назначен секретарём партотделения КПК Китайской ассоциации науки и техники.
27 декабря 2022 года вступил в должность главы партотделения КПК Комитета по контролю и управлению государственным имуществом Китая на смену Хао Пэну, месяцем ранее направленного в региональную политику.